# Gle Kareueng (berg)
Gle Kareueng är ett berg i Indonesien.   Det ligger i provinsen Aceh, i den västra delen av landet, 1 800 km nordväst om huvudstaden Jakarta. Toppen på Gle Kareueng är 401 meter över havet, eller 70 meter över den omgivande terrängen. Bredden vid basen är 0,50 km.
Terrängen runt Gle Kareueng är huvudsakligen kuperad, men norrut är den bergig.Runt Gle Kareueng är det ganska tätbefolkat, med 58 invånare per kvadratkilometer. I omgivningarna runt Gle Kareueng växer i huvudsak städsegrön lövskog.